# Bakery Basket Piacenza 2024-2025
Questa voce raccoglie le informazioni riguardanti la Bakery Basket Piacenza nelle competizioni ufficiali della stagione 2024-2025.

## Stagione
La stagione 2024-2025 della Pallacanestro Piacentina, sponsorizzata Bakery, è la 2ª annata della squadra nella terza serie italiana, la Serie B Nazionale.

## Formula
Il campionato avrà inizio con la fase di qualificazione si svolgerà su due gironi da 20 squadre ciascuno. Ogni formazione andrà a disputare un totale di 38 partite, giocando contro tutte le altre squadre due volte in un girone di andata ed uno di ritorno. La squadra classificata al 20º posto retrocederà direttamente in Serie B Interregionale.
La seconda fase del campionato prevederà una fase play-off a cui accedono direttamente le squadre classificate dal 1º al 6ºposto nella fase di qualificazione del proprio girone e le 2 formazioni vincitrici dei play-In disputati su due turni tra le formazioni 7º e il 12º posto della fase di qualificazione. Il primo turno dei play-in vedrà confrontarsi in una gara unica in casa della meglio classificata 10°vs13° (gara A) e la 11°vs12° (gara B). Le due vincitrici accederanno al secondo turno in cui affronteranno 8ª e la 9ª classificata della fase di qualificazione in gara unica in casa della meglio classificata (8°vs vincente gara B e 9° vs vincente gara A) determinando così le ultime due squadre ad accedere al tabellone play off che avverranno con sequenza Casa-Casa-Fuori-Fuori-Casa. Le squadre vincente le due finali dei tabelloni play-off verranno promosse in Serie A. La terza promozione sarà determinata da uno spareggio in campo neutro, in gara unica, tra le perdenti delle due finali Playoff.
Le squadre classificate dal 16º al 19º posto nella fase di qualificazione del proprio girone accederanno ai play-out e si incontreranno con sequenza Casa-Casa-Fuori-Fuori-Casa vedendo la 16°vs19° e la 17°vs18°.Le quattro formazioni che tra i 2 play-out verranno sconfitte retrocederanno nel Campionato di Serie B Interregionale.
Ad ogni squadra è obbligatorio iscrivere a referto un minimo di 9 giocatori di formazione italiana e 1 non con formazione italiana. L'11° e 12° atleta devono essere di categoria giovanile.

## Roster
Aggiornato al 27 febbraio 2025.
| Pallacanestro Piacentina 2024-2025 | Pallacanestro Piacentina 2024-2025 |
| Giocatori                          | Staff tecnico                      |
| ---------------------------------- | ---------------------------------- |

| N. | Naz.                                       | Ruolo | Nome               | Anno | Alt.   | Peso   |  |
| -- | ------------------------------------------ | ----- | ------------------ | ---- | ------ | ------ |  |
| 0  | Italia (bandiera)                          | P     | Gianluca Fea       | 2004 | 202 cm | 90 kg  |  |
| 2  | Lettonia (bandiera)                        | C     | Ričards Kļanskis   | 2003 | 202 cm | 105 kg |  |
| 3  | Senegal (bandiera)                         | P     | Benoit Ndione      | 2006 | 183 cm | 80 kg  |  |
| 5  | Italia (bandiera)                          | P     | Marco Perin (C)    | 1993 | 188 cm | 84 kg  |  |
| 10 | Italia (bandiera)                          | A     | Emanuele Morvillo  | 2005 | 190 cm | 85 kg  |  |
| 11 | Italia (bandiera)                          | C     | Valerio Longo      | 2004 | 203 cm | 100 kg |  |
| 12 | Svizzera (bandiera) · Italia (bandiera)    | A     | Laurent Zoccoletti | 1999 | 201 cm | 100 kg |  |
| 15 | Stati Uniti (bandiera) · Italia (bandiera) | G     | Joseph Blair       | 2000 | 200 cm | 85 kg  |  |
| 20 | Italia (bandiera)                          | G     | Mattia Molinari    | 2005 | 185 cm | 75 kg  |  |
| 21 | Italia (bandiera)                          | G     | Raphael Chiti      | 1999 | 195 cm | 88 kg  |  |
| 22 | Italia (bandiera)                          | P     | Tommaso Lanzi      | 2002 | 183 cm | 76 kg  |  |
| 68 | Italia (bandiera)                          | P     | Vincenzo Taddeo    | 2000 | 191 cm | 89 kg  |  |

| Allenatore                                                                                          |
| - Giorgio Salvemini                                                                                 |
| Assistente/i                                                                                        |
| - Alessandro Bernini - Ludovico Bazzoni Legenda - (C) Capitano - (IN) Inattivo - Infortunato Roster |

## Mercato

### Sessione estiva
| Acquisti | Acquisti           | Acquisti            | Acquisti   |
| R.       | Nome               | da                  | Modalità   |
| -------- | ------------------ | ------------------- | ---------- |
| P/G      | Vincenzo Taddeo    | Angri Pallacanestro | definitivo |
| G/A      | Raphael Chiti      | Lions Bisceglie     | definitivo |
| P        | Tommaso Lanzi      | Brianza Casa Bk.    | definitivo |
| A        | Laurent Zoccoletti | SAM Massagno        | definitivo |
| C        | Valerio Longo      | Herons Montecatini  | definitivo |
| A        | Ričards Kļanskis   | Aurora Desio        | definitivo |
| P/G      | Marco Perin        | Basket Mestre       | definitivo |
| G/A      | Joseph Blair       | Campus Varese       | definitivo |
| A        | Emanuele Morvillo  | Scafati Basket      | definitivo |

| Cessioni | Cessioni           | Cessioni          | Cessioni       |
| R.       | Nome               | a                 | Modalità       |
| -------- | ------------------ | ----------------- | -------------- |
| P        | Lucas Maglietti    | Avellino Basket   | fine contratto |
| A        | Mattia Mastroianni | Legnano Basket    | fine contratto |
| G        | William Wiltshire  | Pall. Crema       | fine contratto |
| G        | Martino Criconia   | San Giobbe Chiusi | fine contratto |
| C        | Lisandro Rasio     | San Giobbe Chiusi | fine contratto |
| A        | Nicolò Bertocco    | Virtus Ragusa     | fine contratto |
| G        | Zakaria El Agbani  | Lions Bisceglie   | fine contratto |
| A        | Matteo Zanetti     | Virtus Matera     | fine contratto |
| C        | Luca Manenti       | Treviglio Brianza | fine contratto |
| G        | Tommaso Perugino   | Merritt College   | fine contratto |
| P        | Jacopo Soviero     | Free agent        |                |

### Dopo l'inizio della stagione
| Acquisti | Acquisti     | Acquisti       | Acquisti         | Acquisti   |
| R.       | Nome         | da             | Data             | Modalità   |
| -------- | ------------ | -------------- | ---------------- | ---------- |
| A        | Gianluca Fea | A. Costa Imola | 27 febbraio 2025 | definitivo |

| Cessioni | Cessioni        | Cessioni          | Cessioni        | Cessioni    |
| R.       | Nome            | a                 | Data            | Modalità    |
| -------- | --------------- | ----------------- | --------------- | ----------- |
| G        | Mattia Molinari | Opera Basket Club | 15 gennaio 2025 | rescissione |

## Risultati

### Serie B

#### Regular season (Girone A)

##### Girone di andata
| Piacenza 29 settembre 2024, ore 18:00 CEST 1ª giornata | Bakery Piacenza | 81 – 87 (16-28; 37-52; 51-68) referto               | Legnano Basket | PalaBakery |
| Chiti 17 Blair Jr. 16 Perin 14 Punti 14 Scali 13 Agostini , Raivio , Sodero 11 Mastroianni Perin, Taddeo 3 Assist 4 Oboe Blair Jr. 7 Rimbalzi 9 Quarisa Giorgio Salvemini Allenatori Paolo Piazza |                 |                                                     |                |            |
| |                 |                                                     |                |            |
| Chiti 17 Blair Jr. 16 Perin 14 | Punti           | 14 Scali 13 Agostini, Raivio, Sodero 11 Mastroianni |                |            |
| Perin, Taddeo 3 | Assist          | 4 Oboe                                              |                |            |
| Blair Jr. 7 | Rimbalzi        | 9 Quarisa                                           |                |            |
| Giorgio Salvemini | Allenatori      | Paolo Piazza                                        |                |            |

| Treviglio 2 ottobre 2024, ore 20:30 CEST 2ª giornata | Treviglio Brianza | 95 – 73 (27-8; 51-36; 73-49) referto | Bakery Piacenza | PalaFacchetti |
| Zanetti 25 Manenti 13 Cagliani 10 Punti 15 Chiti 14 Taddeo 11 Blair Jr. Vecchiola 6 Assist 3 Lanzi , Taddeo Marciuš 11 Rimbalzi 7 Blair Jr. Daceide Villa Allenatori Giorgio Salvemini |                   |                                      |                 |               |
| |                   |                                      |                 |               |
| Zanetti 25 Manenti 13 Cagliani 10 | Punti             | 15 Chiti 14 Taddeo 11 Blair Jr.      |                 |               |
| Vecchiola 6 | Assist            | 3 Lanzi, Taddeo                      |                 |               |
| Marciuš 11 | Rimbalzi          | 7 Blair Jr.                          |                 |               |
| Daceide Villa | Allenatori        | Giorgio Salvemini                    |                 |               |

| Imola 5 ottobre 2024, ore 20:30 CEST 3ª giornata | Virtus Imola | 103 – 82 (21-22; 46-35; 77-54) referto | Bakery Piacenza | PalaRuggi |
| Anaekwe , Masciarelli 19 Ambrosin 13 Ricci , Valentini 12 Punti 29 Chiti 16 Taddeo 9 Lanzi , Zoccoletti Valentini 5 Assist 3 Blair Jr. , Taddeo Anaekwe 10 Rimbalzi 6 Chiti Gianluigi Galetti Allenatori Giorgio Salvemini |              |                                        |                 |           |
| |              |                                        |                 |           |
| Anaekwe, Masciarelli 19 Ambrosin 13 Ricci, Valentini 12 | Punti        | 29 Chiti 16 Taddeo 9 Lanzi, Zoccoletti |                 |           |
| Valentini 5 | Assist       | 3 Blair Jr., Taddeo                    |                 |           |
| Anaekwe 10 | Rimbalzi     | 6 Chiti                                |                 |           |
| Gianluigi Galetti | Allenatori   | Giorgio Salvemini                      |                 |           |

| Piacenza 13 ottobre 2024, ore 18:00 CEST 4ª giornata | Bakery Piacenza | 68 – 78 (11-17; 29-34; 54-50) referto                         | Basket Mestre | PalaBakery |
| Kļanskis 21 Zoccoletti 10 Perin , Taddeo 9 Punti 17 Aromando , Lo Biondo 10 Reggiani 9 Galmarini , Sebastianelli Perin 4 Assist 4 Mazzucchelli Zoccoletti 8 Rimbalzi 10 Lo Biondo Giorgio Salvemini Allenatori Cesare Ciocca |                 |                                                               |               |            |
| |                 |                                                               |               |            |
| Kļanskis 21 Zoccoletti 10 Perin, Taddeo 9 | Punti           | 17 Aromando, Lo Biondo 10 Reggiani 9 Galmarini, Sebastianelli |               |            |
| Perin 4 | Assist          | 4 Mazzucchelli                                                |               |            |
| Zoccoletti 8 | Rimbalzi        | 10 Lo Biondo                                                  |               |            |
| Giorgio Salvemini | Allenatori      | Cesare Ciocca                                                 |               |            |

| Omegna 16 ottobre 2024, ore 20:30 CEST 5ª giornata | Fulgor Omegna | 67 – 72 (25-18; 39-32; 56-53) referto | Bakery Piacenza | PalaSport di Gravellona Toce |
| Misters 17 Stepanović 16 Mazzantini 10 Punti 18 Taddeo 17 Chiti 15 Zoccoletti Misters 5 Assist 3 Blair Jr. , Chiti Ferraro 9 Rimbalzi 15 Zoccoletti Riccardo Eliantonio Allenatori Giorgio Salvemini |               |                                       |                 |                              |
| |               |                                       |                 |                              |
| Misters 17 Stepanović 16 Mazzantini 10 | Punti         | 18 Taddeo 17 Chiti 15 Zoccoletti      |                 |                              |
| Misters 5 | Assist        | 3 Blair Jr., Chiti                    |                 |                              |
| Ferraro 9 | Rimbalzi      | 15 Zoccoletti                         |                 |                              |
| Riccardo Eliantonio | Allenatori    | Giorgio Salvemini                     |                 |                              |

| Piacenza 20 ottobre 2024, ore 17:00 CEST 6ª giornata | Bakery Piacenza | 108 – 107 (21-22; 43-45; 67-70; 95-95) referto | Virtus Ragusa | PalaBakery |
| Taddeo 29 Zoccoletti 24 Chiti 23 Punti 27 Simon 20 Kosič 17 Gaetano Kļanskis , Taddeo 4 Assist 8 Erkmaa Zoccoletti 7 Rimbalzi 10 Gaetano Giorgio Salvemini Allenatori Gianni Recupido |                 |                                                |               |            |
| |                 |                                                |               |            |
| Taddeo 29 Zoccoletti 24 Chiti 23 | Punti           | 27 Simon 20 Kosič 17 Gaetano                   |               |            |
| Kļanskis, Taddeo 4 | Assist          | 8 Erkmaa                                       |               |            |
| Zoccoletti 7 | Rimbalzi        | 10 Gaetano                                     |               |            |
| Giorgio Salvemini | Allenatori      | Gianni Recupido                                |               |            |

| Piacenza 18 dicembre 2024, ore 20:30 CEST 7ª giornata | Bakery Piacenza | 70 – 68 (17-14; 33-29; 50-47) referto | Virtus Lumezzane | PalaBakery |
| Lanzi 15 Taddeo 14 Chiti 13 Punti 24 Baldini 16 Vitols 11 Di Meco Lanzi 4 Assist 2 Baldini, Vitols Blair 10 Rimbalzi 8 Baldini, Tandia Giorgio Salvemini Allenatori Luciano Nunzi |                 |                                       |                  |            |
| |                 |                                       |                  |            |
| Lanzi 15 Taddeo 14 Chiti 13 | Punti           | 24 Baldini 16 Vitols 11 Di Meco       |                  |            |
| Lanzi 4 | Assist          | 2 Baldini, Vitols                     |                  |            |
| Blair 10 | Rimbalzi        | 8 Baldini, Tandia                     |                  |            |
| Giorgio Salvemini | Allenatori      | Luciano Nunzi                         |                  |            |

| Casale Monferrato 2 novembre 2024, ore 18:00 CEST 8ª giornata | Monferrato Basket | 89 – 65 (29-15; 46-37; 68-52) referto | Bakery Piacenza | PalaFerraris |
| Martinoni 21 Rupil 16 Pepper 15 Punti 19 Perin 11 Chiti 10 Longo Vecerina 8 Assist 4 Perin Wojciechowski 9 Rimbalzi 9 Longo Fabio Corbani Allenatori Giorgio Salvemini |                   |                                       |                 |              |
| |                   |                                       |                 |              |
| Martinoni 21 Rupil 16 Pepper 15 | Punti             | 19 Perin 11 Chiti 10 Longo            |                 |              |
| Vecerina 8 | Assist            | 4 Perin                               |                 |              |
| Wojciechowski 9 | Rimbalzi          | 9 Longo                               |                 |              |
| Fabio Corbani | Allenatori        | Giorgio Salvemini                     |                 |              |

| Piacenza 6 novembre 2024, ore 20:30 CEST 9ª giornata | Bakery Piacenza | – (-; -; -; -)     | Orlandina | PalaBakery |
| Giorgio Salvemini Allenatori Domenico Bolignano      |                 |                    |           |            |
|                                                      |                 |                    |           |            |
| Giorgio Salvemini                                    | Allenatori      | Domenico Bolignano |           |            |

| Crema 9 novembre 2024, ore 21:00 CEST 10ª giornata | Pall. Crema | – (-; -; -; -)    | Bakery Piacenza | Palazzetto Cremonesi |
| Nazareno Lombardi Allenatori Giorgio Salvemini     |             |                   |                 |                      |
|                                                    |             |                   |                 |                      |
| Nazareno Lombardi                                  | Allenatori  | Giorgio Salvemini |                 |                      |

| Piacenza 13 novembre 2024, ore 20:30 CEST 11ª giornata | Bakery Piacenza | – (-; -; -; -)  | Rucker SanVe | PalaBakery |
| Giorgio Salvemini Allenatori Daniele Aniello           |                 |                 |              |            |
|                                                        |                 |                 |              |            |
| Giorgio Salvemini                                      | Allenatori      | Daniele Aniello |              |            |

| Piacenza 17 novembre 2024, ore 18:00 CEST 12ª giornata | Bakery Piacenza | – (-; -; -; -)  | Robur Saronno | PalaBakery |
| Giorgio Salvemini Allenatori Stefano Gambaro           |                 |                 |               |            |
|                                                        |                 |                 |               |            |
| Giorgio Salvemini                                      | Allenatori      | Stefano Gambaro |               |            |

| Agrigento 24 novembre 2024, ore 12:00 CEST 13ª giornata | Fortitudo Agrigento | – (-; -; -; -)    | Bakery Piacenza | PalaMoncada |
| Daniele Quilici Allenatori Giorgio Salvemini            |                     |                   |                 |             |
|                                                         |                     |                   |                 |             |
| Daniele Quilici                                         | Allenatori          | Giorgio Salvemini |                 |             |

| Desio 1 dicembre 2024, ore 18:00 CEST 14ª giornata | Aurora Desio | – (-; -; -; -)    | Bakery Piacenza | PalaDesio |
| Edoardo Gallazzi Allenatori Giorgio Salvemini      |              |                   |                 |           |
|                                                    |              |                   |                 |           |
| Edoardo Gallazzi                                   | Allenatori   | Giorgio Salvemini |                 |           |

| Piacenza 8 dicembre 2024, ore 18:00 CEST 15ª giornata | Bakery Piacenza | – (-; -; -; -) | A. Costa Imola | PalaBakery |
| Giorgio Salvemini Allenatori Andrea Angori            |                 |                |                |            |
|                                                       |                 |                |                |            |
| Giorgio Salvemini                                     | Allenatori      | Andrea Angori  |                |            |

| Fidenza 15 dicembre 2024, ore 18:00 CEST 16ª giornata | Fulgor Fidenza | – (-; -; -; -)    | Bakery Piacenza | Palapatrizzoli |
| Stefano Bizzozi Allenatori Giorgio Salvemini          |                |                   |                 |                |
|                                                       |                |                   |                 |                |
| Stefano Bizzozi                                       | Allenatori     | Giorgio Salvemini |                 |                |

| Piacenza 22 dicembre 2024, ore 18:00 CEST 17ª giornata | Bakery Piacenza | – (-; -; -; -) | Raggisol. Faenza | PalaBakery |
| Giorgio Salvemini Allenatori Luigi Garelli             |                 |                |                  |            |
|                                                        |                 |                |                  |            |
| Giorgio Salvemini                                      | Allenatori      | Luigi Garelli  |                  |            |

| Fidenza 29 dicembre 2024, ore 18:00 CEST 18ª giornata | Vicenza    | – (-; -; -; -)    | Bakery Piacenza | PalaGoldoni |
| Gabriele Ghirelli Allenatori Giorgio Salvemini        |            |                   |                 |             |
|                                                       |            |                   |                 |             |
| Gabriele Ghirelli                                     | Allenatori | Giorgio Salvemini |                 |             |

| Piacenza 5 gennaio 2025, ore 18:00 CEST 19ª giornata | Bakery Piacenza | – (-; -; -; -)   | Pall. Fiorenzuola | PalaBakery |
| Giorgio Salvemini Allenatori Lorenzo Dalmonte        |                 |                  |                   |            |
|                                                      |                 |                  |                   |            |
| Giorgio Salvemini                                    | Allenatori      | Lorenzo Dalmonte |                   |            |

## Statistiche

### Andamento in campionato
Aggiornate al 21 ottobre 2024.
| Giornata  | 1  | 2  | 3  | 4  | 5  | 6  | 7  | 8  | 9  | 10 | 11 | 12 | 13 | 14 | 15 | 16 | 17 | 18 | 19 | 20 | 21 | 22 | 23 | 24 | 25 | 26 | 27 | 28 | 29 | 30 | 31 | 32 | 33 | 34 | 35 | 36 | 37 | 38 |
| --------- | -- | -- | -- | -- | -- | -- | -- | -- | -- | -- | -- | -- | -- | -- | -- | -- | -- | -- | -- | -- | -- | -- | -- | -- | -- | -- | -- | -- | -- | -- | -- | -- | -- | -- | -- | -- | -- | -- |
| Luogo     | C  | T  | T  | C  | T  | C  | C  | T  | C  | T  | C  | C  | T  | T  | C  | T  | C  | T  | C  |    |    |    |    |    |    |    |    |    |    |    |    |    |    |    |    |    |    |    |
| Risultato | P  | P  | P  | P  | V  | V  | V  | V  | P  |    |    |    |    |    |    |    |    |    |    |    |    |    |    |    |    |    |    |    |    |    |    |    |    |    |    |    |    |    |
| Posizione | 17 | 17 | 17 | 18 | 18 | 17 | 14 | 16 | 15 |    |    |    |    |    |    |    |    |    |    |    |    |    |    |    |    |    |    |    |    |    |    |    |    |    |    |    |    |    |

Legenda:

Luogo: C = Casa; T = Trasferta. Risultato: V = Vittoria; N = Pareggio; P = Sconfitta.